# C. Kurupalli, Chintamani
C. Kurupalli là một làng thuộc tehsil Chintamani, huyện Kolar, bang Karnataka, Ấn Độ.